# Lithocarpus
Lithocarpus är ett släkte av bokväxter. Lithocarpus ingår i familjen bokväxter.
I släktet ingår cirka 325 arter.
Släktets arter förekommer främst i östra och sydöstra Asien. Lithocarpus densiflorus hittas däremot i västra USA. Bladens ovansida liknar läder i texturen och de har taggiga eller vågiga kanter. Hos de flesta arter har bladen en mörkgrön färg. Exemplaren är utformade som städsegröna träd eller sällan som buskar. De har små blommor som är ordnade i grupper med tre till fem blommor. Ofta är endast en eller två blommor fullständig utvecklade. Antagligen är Lithocarpus nära släkt till eksläktet. Flera arter introducerades i Europa och Nordamerika.

## Bildgalleri

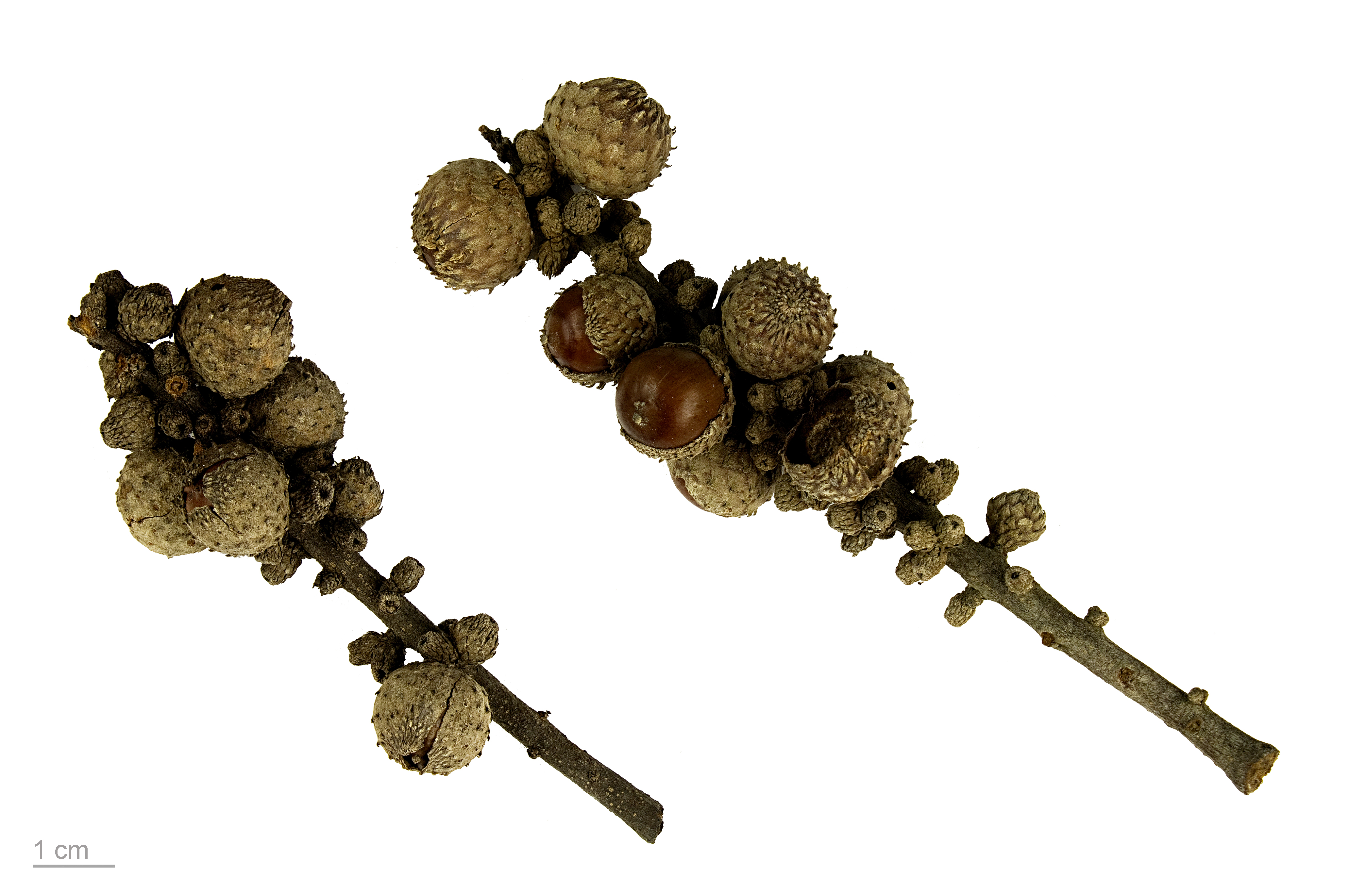
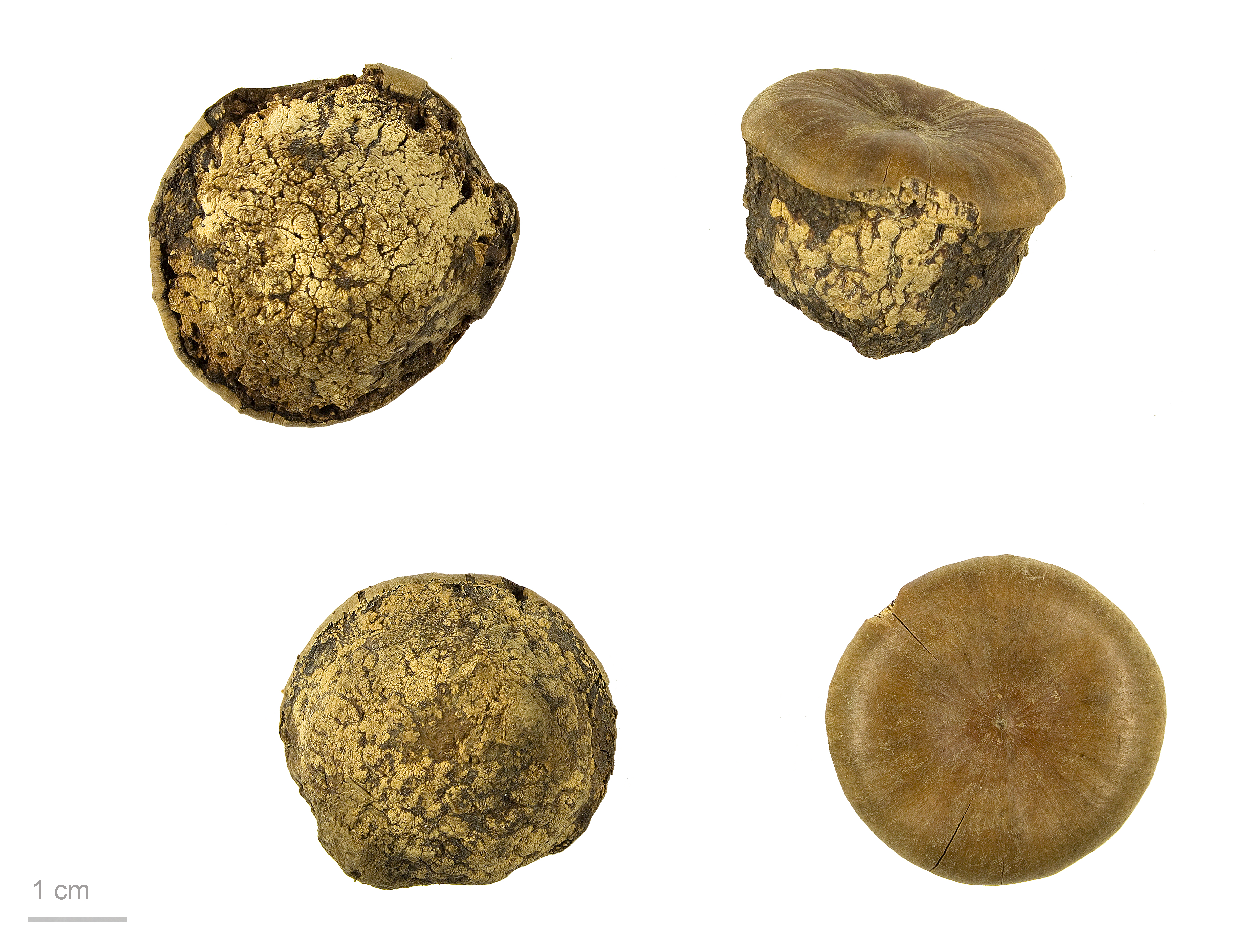
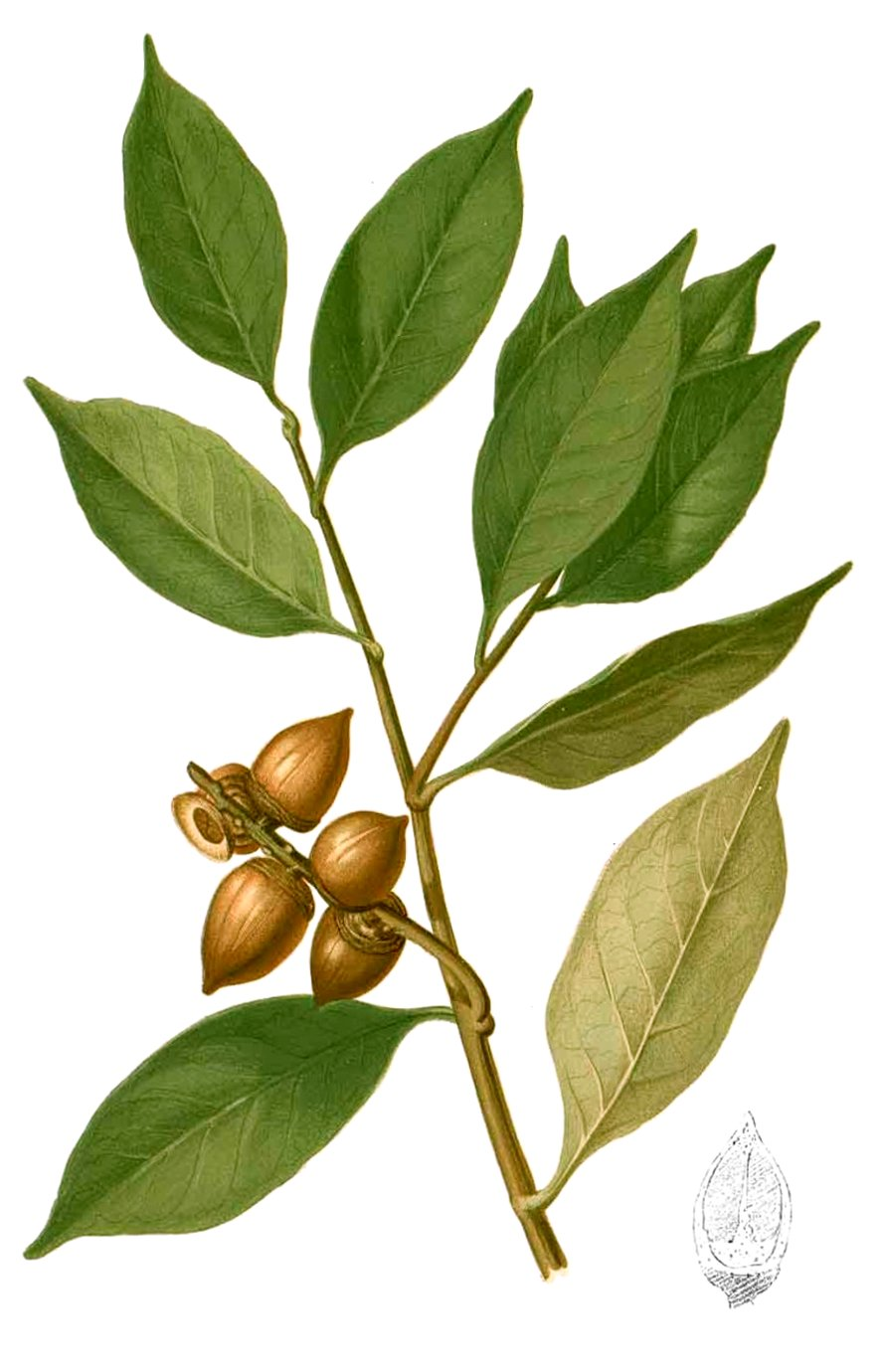

## Arter avLithocarpus, i alfabetisk ordning[1]
- Lithocarpus acuminatus
- Lithocarpus aggregatus
- Lithocarpus ailaoensis
- Lithocarpus amherstianus
- Lithocarpus amoenus
- Lithocarpus amygdalifolius
- Lithocarpus andersonii
- Lithocarpus annamensis
- Lithocarpus annamitorus
- Lithocarpus apoensis
- Lithocarpus apricus
- Lithocarpus arcaulus
- Lithocarpus areca
- Lithocarpus aspericupulus
- Lithocarpus atjehensis
- Lithocarpus attenuatus
- Lithocarpus auriculatus
- Lithocarpus bacgiangensis
- Lithocarpus balansae
- Lithocarpus bancanus
- Lithocarpus bassacensis
- Lithocarpus beccarianus
- Lithocarpus bennettii
- Lithocarpus bentramensis
- Lithocarpus bicoloratus
- Lithocarpus blaoensis
- Lithocarpus blumeanus
- Lithocarpus bolovenensis
- Lithocarpus bonnetii
- Lithocarpus brachystachyus
- Lithocarpus braianensis
- Lithocarpus brassii
- Lithocarpus brevicaudatus
- Lithocarpus brochidodromus
- Lithocarpus bullatus
- Lithocarpus burkillii
- Lithocarpus calolepis
- Lithocarpus calophyllus
- Lithocarpus cambodiensis
- Lithocarpus campylolepis
- Lithocarpus cantleyanus
- Lithocarpus carolinae
- Lithocarpus castellarnauianus
- Lithocarpus caudatifolius
- Lithocarpus caudatilimbus
- Lithocarpus celebicus
- Lithocarpus cerifer
- Lithocarpus chevalieri
- Lithocarpus chienchuanensis
- Lithocarpus chifui
- Lithocarpus chittagongus
- Lithocarpus chiungchungensis
- Lithocarpus chrysocomus
- Lithocarpus cinereus
- Lithocarpus clathratus
- Lithocarpus cleistocarpus
- Lithocarpus clementianus
- Lithocarpus coalitus
- Lithocarpus coinhensis
- Lithocarpus concentricus
- Lithocarpus confertus
- Lithocarpus confinis
- Lithocarpus confragosus
- Lithocarpus conocarpus
- Lithocarpus coopertus
- Lithocarpus corneri
- Lithocarpus corneus
- Lithocarpus cottonii
- Lithocarpus craibianus
- Lithocarpus crassifolius
- Lithocarpus crassinervius
- Lithocarpus cryptocarpus
- Lithocarpus cucullatus
- Lithocarpus curtisii
- Lithocarpus cyclophorus
- Lithocarpus cyrtocarpus
- Lithocarpus dalatensis
- Lithocarpus damiaoshanicus
- Lithocarpus daphnoideus
- Lithocarpus dasystachyus
- Lithocarpus dealbatus
- Lithocarpus debaryanus
- Lithocarpus dinhensis
- Lithocarpus dodonaeifolius
- Lithocarpus dolichostachys
- Lithocarpus ducampii
- Lithocarpus echinifer
- Lithocarpus echinocarpus
- Lithocarpus echinophorus
- Lithocarpus echinops
- Lithocarpus echinotholus
- Lithocarpus echinulatus
- Lithocarpus edulis
- Lithocarpus eichleri
- Lithocarpus elaeagnifolius
- Lithocarpus elegans
- Lithocarpus elephantum
- Lithocarpus elizabethiae
- Lithocarpus elmerrillii
- Lithocarpus encleisocarpus
- Lithocarpus eriobotryoides
- Lithocarpus erythrocarpus
- Lithocarpus eucalyptifolius
- Lithocarpus ewyckii
- Lithocarpus falconeri
- Lithocarpus fangii
- Lithocarpus farinulentus
- Lithocarpus fenestratus
- Lithocarpus fenzelianus
- Lithocarpus ferrugineus
- Lithocarpus floccosus
- Lithocarpus fohaiensis
- Lithocarpus fordianus
- Lithocarpus formosanus
- Lithocarpus gaoligongensis
- Lithocarpus garrettianus
- Lithocarpus gigantophyllus
- Lithocarpus glaber
- Lithocarpus glaucus
- Lithocarpus glutinosus
- Lithocarpus gougerotae
- Lithocarpus gracilis
- Lithocarpus guinieri
- Lithocarpus gymnocarpus
- Lithocarpus haipinii
- Lithocarpus hallieri
- Lithocarpus hancei
- Lithocarpus handelianus
- Lithocarpus harlandii
- Lithocarpus harmandii
- Lithocarpus hatusimae
- Lithocarpus havilandii
- Lithocarpus hendersonianus
- Lithocarpus henryi
- Lithocarpus himalaicus
- Lithocarpus honbaensis
- Lithocarpus howii
- Lithocarpus hypoglaucus
- Lithocarpus hystrix
- Lithocarpus imperialis
- Lithocarpus indutus
- Lithocarpus irwinii
- Lithocarpus iteaphyllus
- Lithocarpus ithyphyllus
- Lithocarpus jacksonianus
- Lithocarpus jacobsii
- Lithocarpus javensis
- Lithocarpus jenkinsii
- Lithocarpus jordanae
- Lithocarpus kalkmanii
- Lithocarpus kamengii
- Lithocarpus kawakamii
- Lithocarpus kemmaratensis
- Lithocarpus keningauensis
- Lithocarpus kingianus
- Lithocarpus kochummenii
- Lithocarpus konishii
- Lithocarpus kontumensis
- Lithocarpus korthalsii
- Lithocarpus kostermansii
- Lithocarpus kozlovii
- Lithocarpus kunstleri
- Lithocarpus laetus
- Lithocarpus lampadarius
- Lithocarpus laoticus
- Lithocarpus laouanensis
- Lithocarpus lappaceus
- Lithocarpus lauterbachii
- Lithocarpus leiocarpus
- Lithocarpus leiophyllus
- Lithocarpus leiostachyus
- Lithocarpus lemeeanus
- Lithocarpus lepidocarpus
- Lithocarpus leptogyne
- Lithocarpus leucodermis
- Lithocarpus levis
- Lithocarpus licentii
- Lithocarpus lindleyanus
- Lithocarpus listeri
- Lithocarpus lithocarpaeus
- Lithocarpus litseifolius
- Lithocarpus longanoides
- Lithocarpus longipedicellatus
- Lithocarpus longzhouicus
- Lithocarpus loratifolius
- Lithocarpus lucidus
- Lithocarpus luteus
- Lithocarpus luzoniensis
- Lithocarpus lycoperdon
- Lithocarpus macilentus
- Lithocarpus macphailii
- Lithocarpus magneinii
- Lithocarpus magnificus
- Lithocarpus maingayi
- Lithocarpus mairei
- Lithocarpus mariae
- Lithocarpus megacarpus
- Lithocarpus megalophyllus
- Lithocarpus megastachyus
- Lithocarpus meijeri
- Lithocarpus mekongensis
- Lithocarpus melanochromus
- Lithocarpus melataiensis
- Lithocarpus menadoensis
- Lithocarpus mianningensis
- Lithocarpus microbalanus
- Lithocarpus microlepis
- Lithocarpus milroyi
- Lithocarpus mindanaensis
- Lithocarpus moluccus
- Lithocarpus monticolus
- Lithocarpus muluensis
- Lithocarpus naiadarum
- Lithocarpus nantoensis
- Lithocarpus nebularum
- Lithocarpus neorobinsonii
- Lithocarpus nhatrangensis
- Lithocarpus nieuwenhuisii
- Lithocarpus nitidinux
- Lithocarpus nodosus
- Lithocarpus oblanceolatus
- Lithocarpus oblancifolius
- Lithocarpus obovalifolius
- Lithocarpus obovatilimbus
- Lithocarpus obscurus
- Lithocarpus ochrocarpus
- Lithocarpus oleifolius
- Lithocarpus ollus
- Lithocarpus ombrophilus
- Lithocarpus oogyne
- Lithocarpus orbicularis
- Lithocarpus ovalis
- Lithocarpus pachycarpus
- Lithocarpus pachylepis
- Lithocarpus pachyphyllus
- Lithocarpus paihengii
- Lithocarpus pakhaensis
- Lithocarpus pallidus
- Lithocarpus palungensis
- Lithocarpus paniculatus
- Lithocarpus papillifer
- Lithocarpus parvulus
- Lithocarpus pattaniensis
- Lithocarpus paviei
- Lithocarpus perakensis
- Lithocarpus petelotii
- Lithocarpus phansipanensis
- Lithocarpus philippinensis
- Lithocarpus pierrei
- Lithocarpus platycarpus
- Lithocarpus platyphyllus
- Lithocarpus polystachyus
- Lithocarpus porcatus
- Lithocarpus proboscideus
- Lithocarpus propinquus
- Lithocarpus psammophilus
- Lithocarpus pseudokunstleri
- Lithocarpus pseudomagneinii
- Lithocarpus pseudomoluccus
- Lithocarpus pseudoreinwardtii
- Lithocarpus pseudosundaicus
- Lithocarpus pseudovestitus
- Lithocarpus pseudoxizangensis
- Lithocarpus pulcher
- Lithocarpus pusillus
- Lithocarpus pycnostachys
- Lithocarpus qinzhouicus
- Lithocarpus quangnamensis
- Lithocarpus quercifolius
- Lithocarpus rassa
- Lithocarpus recurvatus
- Lithocarpus reinwardtii
- Lithocarpus revolutus
- Lithocarpus rhabdostachyus
- Lithocarpus rigidus
- Lithocarpus robinsonii
- Lithocarpus rosthornii
- Lithocarpus rotundatus
- Lithocarpus rouletii
- Lithocarpus rufescens
- Lithocarpus rufovillosus
- Lithocarpus rufus
- Lithocarpus ruminatus
- Lithocarpus sandakanensis
- Lithocarpus scortechinii
- Lithocarpus scyphiger
- Lithocarpus sericobalanos
- Lithocarpus shinsuiensis
- Lithocarpus shunningensis
- Lithocarpus siamensis
- Lithocarpus silvicolarum
- Lithocarpus skanianus
- Lithocarpus sogerensis
- Lithocarpus solerianus
- Lithocarpus songkoensis
- Lithocarpus sootepensis
- Lithocarpus sphaerocarpus
- Lithocarpus stenopus
- Lithocarpus stonei
- Lithocarpus submonticolus
- Lithocarpus suffruticosus
- Lithocarpus sulitii
- Lithocarpus sundaicus
- Lithocarpus syncarpus
- Lithocarpus tabularis
- Lithocarpus taitoensis
- Lithocarpus talangensis
- Lithocarpus tawaiensis
- Lithocarpus tenuilimbus
- Lithocarpus tenuinervis
- Lithocarpus tephrocarpus
- Lithocarpus thomsonii
- Lithocarpus toumorangensis
- Lithocarpus touranensis
- Lithocarpus trachycarpus
- Lithocarpus triqueter
- Lithocarpus truncatus
- Lithocarpus tubulosus
- Lithocarpus turbinatus
- Lithocarpus uraianus
- Lithocarpus urceolaris
- Lithocarpus uvariifolius
- Lithocarpus wallichianus
- Lithocarpus variolosus
- Lithocarpus vestitus
- Lithocarpus vidalianus
- Lithocarpus vidalii
- Lithocarpus vinhensis
- Lithocarpus vinkii
- Lithocarpus woodii
- Lithocarpus wrayi
- Lithocarpus xizangensis
- Lithocarpus xylocarpus
- Lithocarpus yangchunensis
- Lithocarpus yersinii
- Lithocarpus yongfuensis